# بات جارفيس
بات جارفيس (بالإنجليزية: Pat Jarvis)‏ هو لاعب كرة قاعدة أمريكي، ولد في 18 مارس 1941 في كارليل في الولايات المتحدة.

## وصلات خارجية
- بات جارفيس على موقع دوري كرة القاعدة الرئيسي (الإنجليزية)
- بات جارفيس على موقعبيزبول رفرنس.كوم (الدوري الرئيسي) (الإنجليزية)
- بات جارفيس على موقعبيزبول رفرنس.كوم (الدوري الثانوي) (الإنجليزية)
- بات جارفيس على موقع جمعية أبحاث البيسبول الأمريكية (الإنجليزية)